# Dziećmorowice (Polska)
Dziećmorowice (niem. Dittmannsdorf) – wieś w Polsce położona w województwie dolnośląskim, w powiecie wałbrzyskim, w gminie Walim.

## Historia
W roku 1613 śląski regionalista i historyk Mikołaj Henel z Prudnika wymienił miejscowość w swoim dziele o geografii Śląska pt. Silesiographia podając jej łacińską nazwę: Ditmansdorffium.
W latach 1954–1970 wieś należała i była siedzibą gromady Dziećmorowice. W 1970 r. przeniesiono siedzibę gromady do Wałbrzycha, zmieniając jej nazwę na Wałbrzych. W latach 1975–1998 miejscowość administracyjnie należała do województwa wałbrzyskiego.

## Demografia
Jest drugą co do wielkości po Walimiu wsią w gminie Walim. Według Narodowego Spisu Powszechnego (2011) liczyła 1374 mieszkańców.

## Sport
Od 1950 r. na terenie Dziećmorowic funkcjonuje klub piłkarski LZS Sudety Dziećmorowice. Założycielem klubu sportowego w Dziećmorowicach w gminie Walim był Mieczysław Janczy. Od ponad 30 lat prezesem Sudetów Dziećmorowice jest Mieczysław Osiecki.

## Straż Pożarna
Na terenie Dziećmorowic funkcjonuje również Ochotnicza Straż Pożarna, której początki sięgają 1900 r.

## Komunikacja publiczna
Do Dziećmorowic kursują autobusy komunikacji miejskiej z Wałbrzycha.

## Zabytki
Do wojewódzkiego rejestru zabytków wpisany jest:
- kościół rzymskokatolicki parafialny pw. św. Jana Apostoła Ewangelisty, z lat 1827-1829

inne zabytki:
- dawny młyn z XVIII wieku